# Protorenaissance
In Italië werd wat onder de eigenlijke renaissance verstaan wordt, voorafgegaan door de protorenaissance. De term werd bedacht door de Zwitserse kunsthistoricus Jacob Burckhardt, en heeft in het algemeen betrekking op de kunsthistorische periodes van het duecento (jaren 1200) en het trecento (jaren 1300) in Italië. Artistieke ontwikkelingen in deze periode waren niet helemaal als romaans of gotisch te bestempelen, maar kunnen worden aangemerkt als voorlopers van de renaissance zelf. 
In de late 13e en vroege 14e eeuw werden kunstenaars en schrijvers geïnspireerd door radicale opvattingen van Franciscus van Assisi die zich verzette tegen de formele scholastiek van de toenmalige christelijke theologen. Hij verkoos om zich onder de armen te begeven en prees de schoonheid en spirituele waarde van de natuur. Geïnspireerd door zijn voorbeeld en de boodschap die hij uitdroeg, gingen ook Italiaanse dichters en schrijvers aan de slag om de meer aardse waarden en schoonheid in hun werken te benadrukken. De Franciscaanse beweging, die het christendom in die tijd een nieuwe impuls gaf met het ideaal van de actieve navolging van Christus en door de terugkeer naar een eenvoudig leven, had een grote impact op de kunst. Na de dood van Sint Franciscus in 1226 werden taferelen uit zijn leven uitgebeeld op panelen en muurschilderingen. In de beeldende kunsten was het Giotto (1266–1337) die de pionier werd van een nieuwe schilderstijl die brak met de vlakke afbeelding van schilders zoals Cimabue, Ducio en Simone. Ook bij de dichter Dante, een tijdgenoot van Giotto, ziet men het streven naar meer diepgang en psychologisch inzicht in de menselijke natuur. Petrarca en Boccaccio behoren beiden met hun studie van Latijn en hun geschriften in de volkstaal ook tot de protorenaissance. 
Dit enthousiasme en de nieuwe geest die binnen kringen van humanisten en kunstenaars ontstonden werden door de pest van 1348 en de 14e-eeuwse burgeroorlogen echter in hun ontwikkeling gesmoord. De kiemen van het individualisme en naturalisme waren gelegd in de late 13e en vroege 14e eeuw, maar de geest van de renaissance zou pas weer opduiken in de 15e eeuw. De term "protorenaissance" wordt overigens door verschillende auteurs verschillend ingevuld. Sommige teksten, zoals bijvoorbeeld Gardners Art Through the Ages, verwijzen naar de jaren van 1200 tot het begin van de 15e eeuw als de protorenaissance, terwijl anderen deze periode opnemen in 'vroege renaissance'. Weer andere auteurs, zoals Eva Matthews Sanford, gebruiken de term alleen voor de 12e eeuw.